# São Brás (Belém)
São Brás é um bairro da cidade brasileira de Belém. O bairro possui vias largas e arborizadas, grandes quarteirões e uma farta rede de serviços oferecidos a seus moradores. São Brás é um dos bairros mais valorizados de Belém, apesar da verticalização seguir em ritmo lento em relação aos vizinhos bairros do Umarizal e Nazaré. O bairro é essencial para o tráfego em Belém, algumas das principais vias da cidade estão situadas ou atravessam São Brás, atualmente o bairro vive a questão problemática de grandes congestionamentos em horários de pico. O bairro tem inúmeras linhas de ônibus que ligam o São Brás com os outros bairros da capital paraense, já que neste bairro está situado o Terminal Rodoviário de Belém.

## História
O nome do bairro tem origem de um culto antigo em que o povo paraense devotava ao santo de mesmo nome, cuja procissão partia da Igreja das Mercês e chegava à Basílica de Nazaré. O Bairro começou a ser ocupado no início do século XX, nos anos 20, Belém já havia passado pela riqueza da época do Ciclo da Borracha, que deixou construções belíssimas pela cidade, sobretudo no centro. Porém, mesmo com o declínio da borracha amazônica, a cidade continuava crescendo. A região de São Brás passava a atrair as famílias ricas por garantir mais espaço e conforto, com lotes maiores e por preço mais baixos que no centro da cidade. Atualmente, São Brás é um bairro razoavelmente tranquilo e agradável, com baixos índices de criminalidade comparados aos vizinhos bairros do Guamá, Canudos e Cremação.

## Geografia
São Brás faz limites com os bairros do Umarizal e Fátima ao norte, os bairros o Guamá e Cremação ao sul, o bairro de Nazaré a leste e os bairros do Marco e Condor a oeste.
O bairro possui cerca de trinta quarteirões, cinco avenidas, quatro travessas e algumas ruas.
Principais ruas e avenidas
- Avenida Governador José Malcher (Principal via do bairro, liga São Brás ao bairro de Nazaré, seu nome presta homenagem ao 14º Governador do Pará)
- Avenida José Bonifácio (Interliga os bairros de Fátima, São Brás e Guamá)
- Avenida Magalhães Barata (Continuação da Avenida Nazaré, seu nome é em homenagem ao 15º Governador do Pará)
- Avenida Gentil Bittencourt (tem início no bairro de Batista Campos, cruzando o bairro de Nazaré, São Brás e Canudos, o nome homenageia o 2º governador do Pará)
- Avenida Alcindo Cacela (Delimita os bairros de São Brás e Nazaré)
- Travessa Castelo Branco (Homenagem ao fundador da cidade de Belém, via mais antiga de Belém)
- Travessa 9 de Janeiro (Cruza os bairros de Fátima, São Brás, Cremação e Condor, o nome da travessa presta homenagem ao Dia do Fico)
- Travessa 3 de Maio (Interliga os bairros de Fátima, São Brás e Cremação, a data homenageia a criação do IHGP e da Academia paraense de letras)
- Travessa 14 de Abril (Corta os bairros de Fátima, São Brás e Cremação, foi a data vitória da Força Expedicionária Brasileira em Montese (1945)

## Empreendimento em turismo

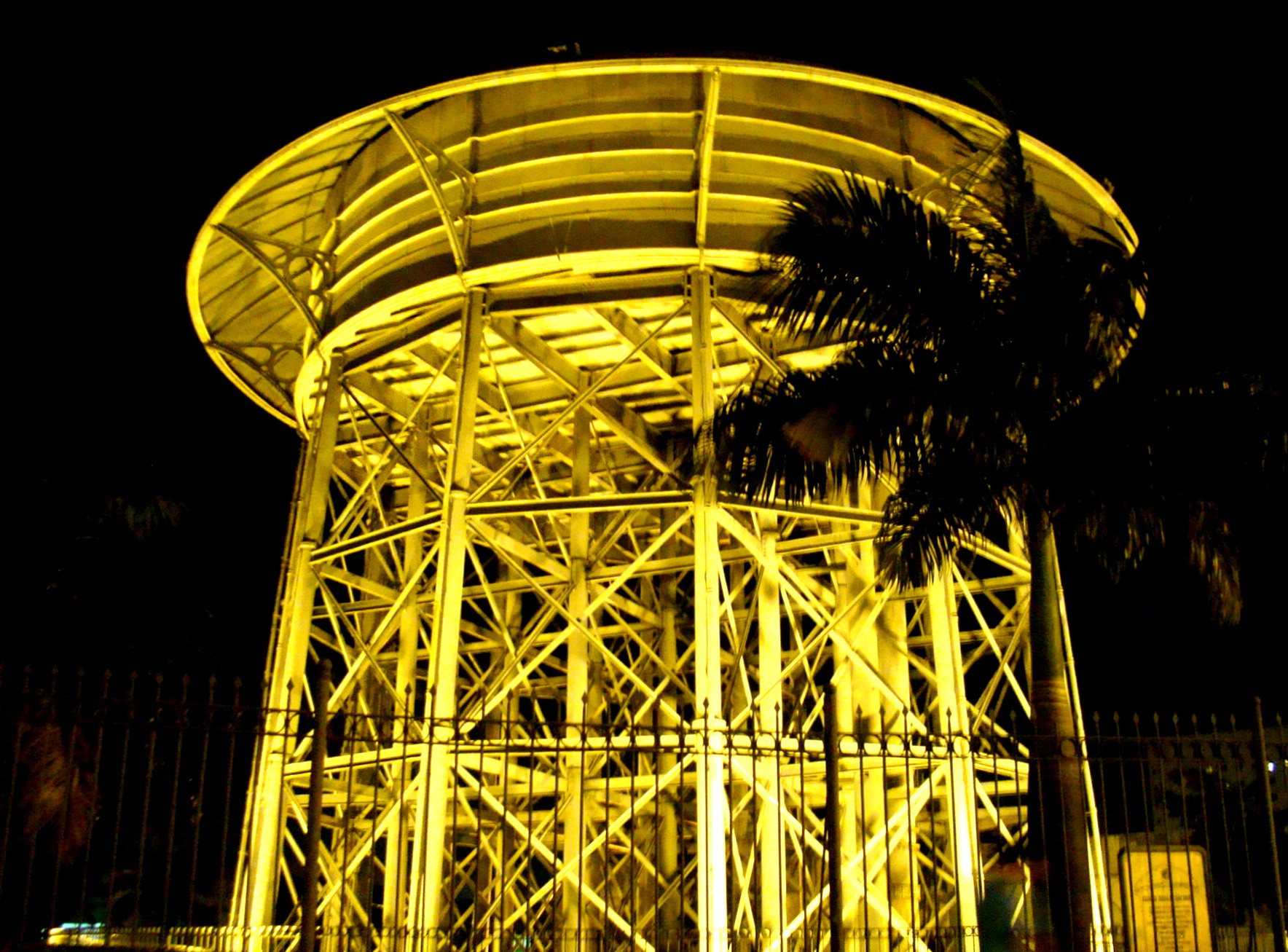
Antigo Reservatório de São Brás

São Brás possui grande vocação turística voltada ao patrimônio histórico e cultural de Belém. Há em São Brás alguns dos principais hotéis da cidade, além de possuir uma grande oferta de serviços. Alguns dos principais pontos turísticos do bairro são:
- Museu Paraense Emilio Goeldi – Inaugurado em 1866, o Museu e Parque Zoobotânico é um dos pontos turísticos mais visitados de Belém, guarda mais de cinco mil espécies de fauna e flora regional, além de possuir um importante acervo histórico.
- Parque da Residência - Situado na antiga residência oficial dos governadores do Pará, é cercado por jardins e espécies nativas da fauna amazônica, o parque possuí orquidário, um vagão de trem antigo e algumas construções e monumentos históricos.
- Mercado de São Brás - Construído em estilo neoclássico, foi erguido em 1911 por conta do grande movimento da antiga estrada de ferro Belém/Bragança. Em suas dependências, funcionam lojas de artesanato, produtos agrícolas, domésticos e vestuário.
- Caixa D água de São Brás - Estrutura de ferro fabricada na Europa. Foi inaugurada em 1884, quando Belém tinha cerca de 120.000 habitantes. o monumento tem vinte metros de altura e sua capacidade é de 1.500.000 litros de água tratada. Ainda em funcionamento, abastece os Bairros de são Brás, Canudos e Terra Firme. Foi tombada pelo Patrimônio Estadual como monumento histórico, paisagístico e turístico.
- Praça da Leitura – No centro da praça existe um monumento em forma de capacete, é um memorial que abriga o ataúde que contém o corpo de Magalhães Barata. O memorial foi o ápice das comemorações pelo centenário de nascimento do mais famoso governador do estado do Pará, este memorial foi inaugurado em 1989.

## Cultura
Patrimônio Histórico
Um dos bairros mais antigos bairros de Belém, São Brás possuía centenas de casarões, erguidos no início do século XX, reflexo da riqueza produzida pela borracha amazônica. No entanto, o processo de modernização do bairro causou a perda de muitos desses casarões, pouco restou das construções centenárias, contudo, São Brás ainda guarda resquícios de sua arquitetura centenária que remete a uma Belém antiga. Entre as construções de destaque, estão o Colégio Pequeno Príncipe, o Teatro São Cristovão e o Palacete Passarinho.
Teatro
No bairro, estão localizados três teatros, o mais prestigiado é o Teatro Estação Gasômetro, um dos teatros mais importantes de Belém. Outro teatro importante em São Braz é o Teatro do Museu Emilio Goeldi, localizado no parque botânico de mesmo nome. O Teatro São Cristovão, foi fundado na década de 1930 em estilo art decó, atualmente encontra-se em estado precário de conservação.
Gastronomia
Quanto à gastronomia, São Brás conta restaurantes de especialidades variadas e diversas faixas de preço, contando também com um circuito de agitação noturna em alguns bares e botecos. Há também boas sorveterias e lanchonetes em alguns logradouros do bairro.
Museus
O principal museu do bairro é o Museu Emilio Goeldi, o arquivo museólogo é composto por peças arqueológicas, exposto no prédio da rocinha, situado no interior do parque botânico. Localizado no centro da Praça da Leitura, o Memorial Magalhães Barata expõe vários objetos usados pelo ex-governador do Pará.

## Economia
O bairro é repleto de restaurantes, bares, bancos, igrejas, estabelecimentos comerciais e feiras populares. O comércio é diversificado, o principal ponto comercial do bairro é o Mercado de São Brás, conhecido pela comercialização de artesanatos, móveis, vestuários e produtos orgânicos. A Feira da 25, uma das principais feiras de Belém e comercializa frutas, pescados e mariscos entre outros produtos.
Serviços
O bairro possui uma rede farta de serviços disponibilizados para seus moradores. Há em São Brás: sete agências bancárias, uma delegacia, dez escolas particulares, cinco escolas públicas além de duas faculdades. O setor de serviços também inclui dois grandes hospitais, quatro farmácias, uma agência de correios e cinco grandes supermercados.
Transporte
Como o Terminal Rodoviário de Belém está a situado no bairro, São Brás é um grande ponto de confluência ônibus de vários bairros de Belém e também ônibus de outras cidades, do terminal rodoviário partem ônibus para todo país.